# Liam Ward
Liam Ward (1997) es un deportista neozelandés que compite en triatlón. Ganó una medalla de bronce en el Campeonato de Oceanía de Triatlón de 2019 en la prueba de relevo mixto.

## Palmarés internacional
| Campeonato de Oceanía | Campeonato de Oceanía | Campeonato de Oceanía | Campeonato de Oceanía |
| Año                   | Lugar                 | Medalla               | Prueba                |
| --------------------- | --------------------- | --------------------- | --------------------- |
| 2019                  | Devonport (Australia) | Medalla de bronce     | Relevo mixto          |